# 갓산토다성 전투

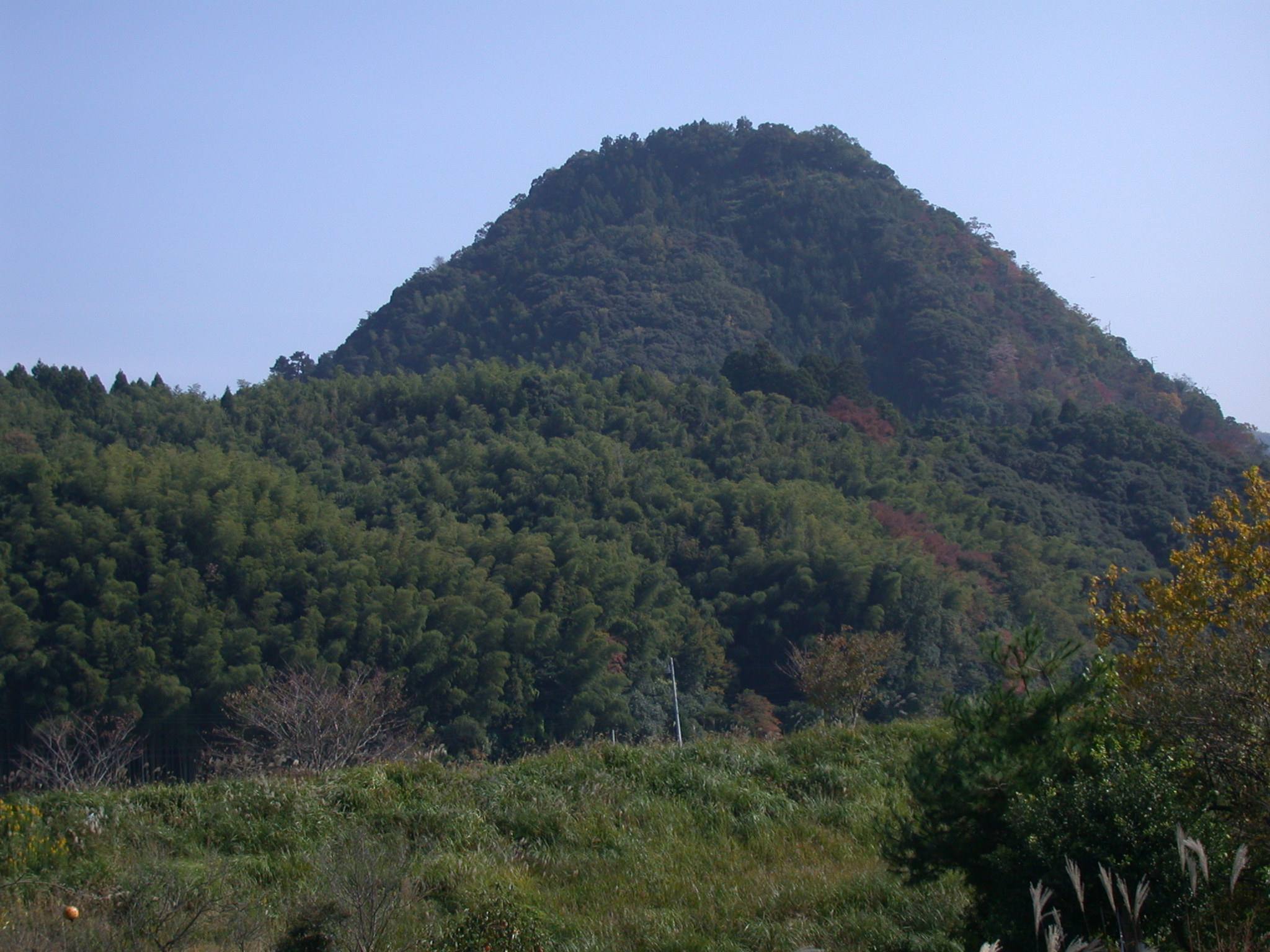
갓산토다 성 원경

갓산토다 성 전투(일본어: 月山富田城の戦い)는 일본 센고쿠 시대에 센고쿠 다이묘 아마고 가문(尼子氏)의 본거지인 이즈모국 갓산토다 성(현 시마네현 야스기시)을 둘러싸고 벌어진 전투이다. 이 전투는 1542년~1543년의 제 1차 갓산토다성 전투와 1565년~1566년의 제 2차 갓산토다 성 전투로 나뉜다.
제 1차 전투에서는 오우치 가문(大内氏)과 모리 가문(毛利氏)의 연합군이 아마고 가문에 침공해 들어왔으나 실패하고 퇴각하였다.
오우치 가문이 멸망한 뒤에 벌어진 제 2차 전투에서는 모리 모토나리가 전투를 재개하여 아마고 가문을 멸망시켰다.

## 제 1차 갓산토다 성 전투
덴분 10년(1541년), 아마고 하루히사가 이끄는 아마고 군이 모리 가문의 본거지 아키국 요시다고리야마성을 3만의 대군으로 공격하였으나, 모리 군 3천과 오우치 가문의 원군에 의해 격퇴당하였다(요시다고리야마성 전투).
이 아키 원정의 실패 후 은거하던 아마고 가문의 전 당주 아마고 쓰네히사가 사망하고, 이듬해 덴분 11년 1월 11일(1542년 1월 26일)에 이즈모를 향하여 오우치·모리 연합군이 출진하였다. 오우치 군은 당주 오우치 요시타카가 스스로 총대장이 되어, 스에 다카후사·스기 시게노리(杉重矩)·나이토 오키모리(内藤興盛)·히로나카 다카카네(弘中隆包) 등의 중신을 이끌고 만 오천의 군세를 이끌고 출병하였고, 모리 군도 당주 모리 모토나리가 고바야카와 마사히라(小早川正平), 마스다 후지카네(益田藤兼) 등 아키·스오·이와미의 고쿠진을 통솔하여 출병하였다.
오우치·모리 연합군은 4월에 이즈모에 침입하였으나, 아카나 성(赤穴城) 공략에 3개월이나 걸리고, 다음해가 되어서야 갓산토다 성이 보이는 교라기 산(京羅木山)까지 진군하였다. 3월에 들어서 공방전을 개시하여 전투가 벌어졌으나, 보급로에서 아마고 군이 게릴라 전술을 펼쳐 병참의 보급이 여의치 않게 되고, 오우치 군에 속했던 미토야 히사스케(三刀屋久扶), 깃카와 오키쓰네(吉川興経) 등의 고쿠진 일파가 아마고 가문으로 넘어가 오우치·모리 연합군이 열세에 놓이게 되었다. 오우치 군은 결국 5월 7일 퇴각을 시작하여, 5월 25일에 야마구치로 귀환하였다.
이 1년 4개월에 걸친 원정의 결과로, 패전의 충격은 물론이고, 이 원정에서 후계자인 양자 오우치 하루모치(大内晴持)까지 잃은 오우치 요시타카는 이후 정무를 볼 의욕을 상실하여, 오우치 가문은 쇠퇴하기 시작하였다. 한편, 승리한 아마고 가문은 예전의 세력을 회복하여, 하루히사의 통치 하에 전성기를 맞이하였다. 그 후, 오우치 가문이 멸망하자 이와미국을 둘러싸고 모리 가문과 아마고 가문 사이에 격렬한 분쟁이 계속되게 되었다.

## 시라가 성 전투
오우치 가문이 멸망한 뒤 에이로쿠 5년(1563년), 모토나리는 아들 깃카와 모토하루와 고바야카와 다카카게에게 2만의 군세를 주고 이즈모를 침공하였다. 아마고 가문은 전년에 하루히사가 죽고, 하루히사의 아들 아마고 요시히사(尼子義久)가 가독을 이었다. 그러나, 아마고 가신단 내부의 불화와 운케이 화의(雲芸和議)에 의한 불만의 분출로, 이즈모 서부·남부의 고쿠진 대부분이 모리 가문으로 이반하였다.
일단 모리 군은 아마고 십기(尼子十旗) 중 하나인 시라가 성(白鹿城)을 공격하였다. 시라가 성은 갓산토다 성의 동해 쪽 현관에 해당하는 역할을 하는 성으로, 모리 군은 이 성을 함락시켜 아마고 군의 동해에서의 병량 수송을 차단하여 갓산토다 성을 고립시키는 작전이었다.
에이로쿠 6년(1563년), 시라가 성 공방전이 한창일 때 모리 모토나리의 장남 모리 다카모토가 급사하였다. 모토나리는 슬픔을 드러내지 않고 “아마고 가문을 격멸하는 것 외에 다카모토의 명복을 빌 방도가 없다.”고 장병들을 타일러, 평소 인망이 높았던 다카모토의 죽음에 자극 받은 모리 군의 사기는 충천하였다. 모토나리는 이와미 은광의 광부들에게 갱도를 파 시라가 성의 우물을 제압하여 물 보급을 끊는데 성공하였다. 이렇듯 전황이 불리해지자 아마고 군은 요시히사의 동생 아마고 도모히사(尼子倫久)가 이끄는 1만여명의 구원병을 시라가 성으로 파견하였으나 전세를 뒤집지 못하고, 10월에 시라가 성은 함락되었다.
11월에 들어서자 모리 군은 갓산토다 성 부근에 진을 치고, 지구전을 준비하였다.

## 제 2차 갓산토다 성 전투
시라가 성을 제압한 모리 모토나리는 아마고 가문의 거점을 차례차례 손에 넣고, 에이로쿠 8년(1565년)에 갓산토다 성을 포위하여 보급로를 완전히 차단하여 병량 공격을 감행하였다. 같은해 4월, 모리 군은 세 방향에서 갓산토다 성을 공격하였으나, 전황이 불리하여 철수하였다.
같은해 9월, 모리 군은 재차 갓산토다 성을 포위하여 지구전을 펼쳐, 농성전은 다음해까지 이어졌다. 모리 군은 성 수비병의 항복을 일체 받아들이지 않고 고립된 성내에 많은 병사가 농성하게 만들어 보급이 끊긴 성의 병량을 빨리 떨어지게 만드는 작전을 구사하였다. 병량이 바닥을 드러내기 시작하자 모리 군은 항복을 받아들여서, 아마고 군의 농성병이 수십명씩 무리를 지어 투항하게 되었다.
한편, 아마고 군은 우야마 히사카네(宇山久兼])가 재정을 쾌척하여 구입한 병량을 비밀리에 갓산토다 성으로 보급하는데 힘입어, 분투하고 있었다. 그러나 아마고 요시히사가 참언을 믿고 우야마 히사카네를 살해하는 사건이 발생하여, 수비병의 사기가 바닥에 떨어지게 되었다.
에이로쿠 9년(1566년) 11월 21일 아마고 가문은 항복하였다. 모리 군은 아마고 요시히사 등 아마고 일족의 생명은 빼앗지 않았으나, 일족을 모두 아키국으로 데려가 유폐시켰다.
모리 가문의 모리 데루모토(毛利輝元)와 깃카와 모토나가(吉川元長)는 이 전투로 첫 출진(初陣)을 장식하였다.

## 아마고 가문 부흥운동
아마고 군은 항복하였으나, 야마나카 유키모리(山中幸盛)가 이에 불만을 품고 저항을 계속하였다. 일단 에이로쿠 11년(1568년)에 교토에서 승려 생활을 하고 있던 아마고 구니히사의 손자 아마고 가쓰히사를 환속시키고 옹립하여, 아마고 가문의 구신을 모아 다지마국에서 출진, 이즈모·이나바 등지에서 전투를 벌이며, 동시에 아마고 가문 재흥의 뜻을 숨기고 야마나 가문의 군세에 참가하여 야마나 가문 내의 모반을 진압하는 등의 군공을 세웠다.
그 후, 야나마 가문을 떠나 아마고 가쓰히사등은 이즈모 국 대부분을 수복하는 데 성공하여, 일시적으로 아마고 가문 재흥의 발판을 마련하였다. 다음해 1569년에는 모리 군의 아마노 기이노카미(天野紀伊守)가 지키는 갓산토다 성을 공격하여, 이즈모에서 모리 가문의 축축을 기도하였다. 그러나, 갓산토다 성의 견고한 수비에 저지당하여 단념하고 철수하였다. 그리고 겐키 2년(1571년)에 유키모리는 후베야마 전투(布部山の戦い)에서 패하고 깃카와 모토하루에게 사로잡혔으나, 가쓰히사와 함께 다시 교토로 도망쳐 오다 노부나가에게 몸을 의탁하였다.
덴쇼 5년(1577년), 오다 군의 주고쿠 정벌 책임자 하시바 히데요시가 하리마국 히메지성으로 진출하자, 유키모리는 히메지 성 서방의 고즈키 성(上月城)에 입성하여 대 모리 전선의 최전방에서 신명을 걸고 아마고 가문 부흥을 위하여 진력하였다.
그러나, 하리마 동부에서 미키 성(三木城) 성주 벳쇼 나가하루(別所長治)가 모반을 일으켜, 히데요시는 주고쿠 진군을 미루고 미키성 공격을 우선할 수 밖에 없는 상황이 되었다(미키 전투(三木合戦)).
믿고 있던 히데요시의 후원을 잃었기 때문에, 모리 가문의 대군에 포위된 고즈키 성의 아마고 군은 고립무원으로, 결국 아마고 가쓰히사 이하 아마고 일문이 전원 자결하는 것으로 병사들의 목숨을 보장받고 항복·개성하였다(고즈키 성 전투(上月城の戦い).
유키모리는 다시 포로가 되었으나, 전번의 탈주극의 인상이 강하게 남아있던 탓에 호송중에 살해당하였다. 모리 가문을 괴롭힌 유키모리의 죽음으로 아마고 가문 부흥 운동도 종언을 고하게 되었다.